# 搖擺天使梁安琪
《搖擺天使梁安琪》，是香港亞洲電視製作的音樂節目，由2015年1月31日起星期六晚上23:40-23:50於本港台播映，2月21日、3月14日起改於晚上22:50-23:00播出。
《搖擺天使梁安琪》共十三集，已於2015年4月13日完成最後兩集的煞科錄影。

《搖擺天使梁安琪》宣傳片段截圖

## 內容
80年代DJ組合六啤半中年紀最小的梁安琪曾主持音樂節目《搖擺天使梁安琪》，本節目為樂迷送上國際勁歌及樂壇資訊，2015年節目製作電視版，由梁安琪訪問一眾有才華、有夢想的優質本地樂隊，分享他們的音樂世界，更會現場演繹，為樂壇注入無限鬥志。此外，梁安琪更會分享一些她多年來價值連城的絕版珍藏，包括國際巨星簽名黑膠及古靈精怪唱碟，令樂迷大飽眼福。

## 各集主題
| 集數 | 首播日期      | 嘉賓                   |
| ---- | ------------- | ---------------------- |
| 01   | 2015年1月31日 | Bamboo Star            |
| 02   | 2015年2月7日  | Deer                   |
| 03   | 2015年2月14日 | 心信樂隊               |
| 04   | 2015年2月21日 | Venue                  |
| 05   | 2015年2月28日 | 紅牆                   |
| 06   | 2015年3月7日  | 張佳添                 |
| 07   | 2015年3月14日 | 張佳添                 |
| 08   | 2015年3月21日 | 黑白樂團               |
| 09   | 2015年3月28日 | Preach                 |
| 10   | 2015年4月4日  | RhythmController       |
| 11   | 2015年4月11日 | 異種樂隊               |
| 12   | 2015年4月18日 | 呢咁 HEA               |
| 13   | 2015年4月25日 | 蔡國威、秦啟維、冼偉智 |

## 播出時間
- 本港台：
  - 首播：星期六 22:50-23:00

## 節目主持
- 梁安琪 (香港)

## 外部連結
- aTV 亞洲電視 香港官方網站：《搖擺天使梁安琪》
- Facebook: 搖擺天使梁安琪 (Rock Angel) （页面存档备份，存于）